# Club América Femenil

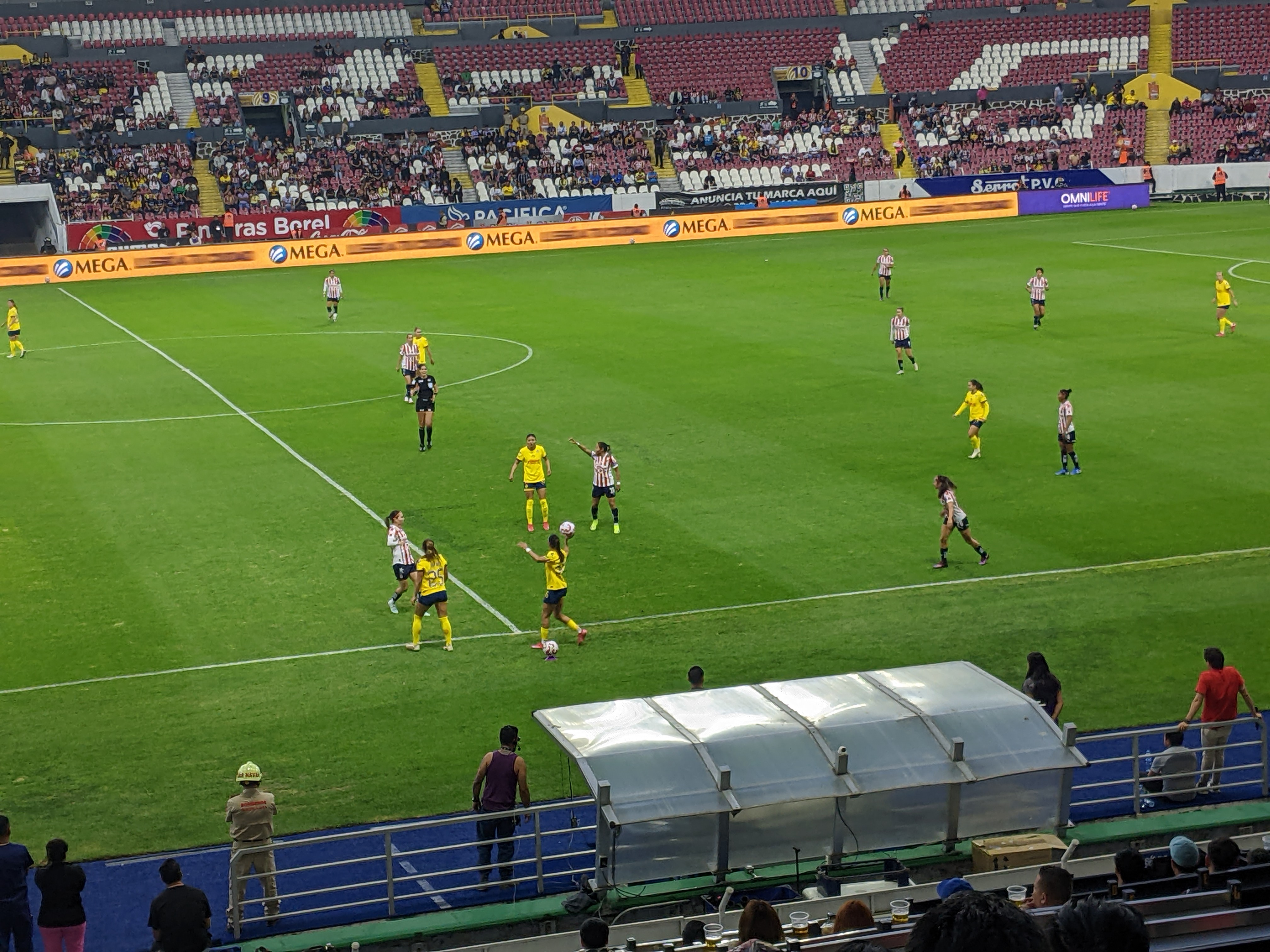
Spielszene im Estadio Jalisco zwischen Chivas Femenil und América Femenil am 7. März 2025 (1:1)

Club América Femenil, häufig auch verkürzt als América Femenil bezeichnet, ist eine mexikanische Frauenfußballmannschaft aus Mexiko-Stadt, die dem Fußballverein Club América angeschlossen ist.

## Geschichte
Für den Frauenfußball in Mexiko begann eine neue Epoche, als am 5. Dezember 2016 die Gründung der Liga MX Femenil beschlossen wurde, die in der Saison 2017/18 ihren Spielbetrieb aufnahm und prinzipiell als „geschlossene Gesellschaft“ der Erstligavereine aus der Liga MX gilt. Am selben Tag entstand auch die Frauenfußballmannschaft des Club América, die somit nur rein zufällig ausgerechnet im Jahr des hundertjährigen Bestehen des Hauptvereins gegründet wurde. 
Bis Saisonende 2022/23 stieß die Mannschaft in 11 fertig gespielten Turnieren (in der Clausura 2020 wurde der Wettbewerb wegen der weltweiten COVID-19-Pandemie vorzeitig abgebrochen) neunmal mindestens bis ins Halbfinale vor und erreichte dreimal die Finalspiele, die in den beiden ersten Fällen gegen den Rekordmeister Tigres Femenil ausgetragen wurden. In der Apertura 2018 konnte die Mannschaft sich im Elfmeterschießen durchsetzen, während sie in der Apertura 2022 mit 0:1 und 0:2 unterlag. Bei der letzten Finalteilnahme in der Clausura 2023 besiegte América den CF Pachuca Femenil im Hin- und Rückspiel jeweils mit 2:1 und konnte seinen zweiten Meistertitel verbuchen.

## Personen
Während ausgerechnet die Frauenmannschaft des Erzrivalen von América, Chivas Femenil, das Eröffnungsturnier in der Apertura 2017 gewann, ging zumindest die Torjägerkrone derselben Spielzeit an Lucero Cuevas, die zu jener Zeit bei América unter Vertrag stand und diesen Erfolg in der Rückrunde derselben Saison (Clausura 2018) wiederholen konnte.
Mit Katty Martínez steht seit Ende 2021 eine weitere herausragende Stürmerin bei América Femenil unter Vertrag. Sie ist die erst zweite Spielerin der Liga MX Femenil, die – nach Desirée Monsiváis – die 100-Tore-Marke knacken konnte. In der Apertura 2020 war sie zudem die erste Torschützenkönigin, die in einer Halbsaison 18 Treffer erzielte; einen Wert, den nach ihr (bis Ende 2022) lediglich noch Alison González erzielen konnte, die seit Anfang 2022 ebenfalls bei América Femenil unter Vertrag steht. 
Für Schlagzeilen anderer Art sorgte der Fall der Ende 2021 von América Femenil verpflichteten US-amerikanisch-mexikanischen Spielerin Scarlett Camberos, die fast ein Jahr lang von einem Stalker belästigt wurde, bis sie sich im März 2023 dazu entschloss, Mexiko wieder zu verlassen und zu ihrer Familie in die Vereinigten Staaten zurückzukehren.

## Kooperationspartner
Anfang Februar 2023 vermeldete América Femenil offizielle Kooperationspartnerschaften mit dem französischen Rekordmeister Olympique Lyon und dem US-amerikanischen Frauenfußballverein OL Reign.

## Erfolge
- Mexikanischer Frauenfußballmeister: Apertura 2018, Clausura 2023